# بر دبی
 بردبی  (دبی) توسط پیش آمدگی خلیج فارس به داخل خشکی که مشابه رودخانه‌است و خور نامیده می‌شود به دو قسمت تقسیم شده‌است، قسمت غربی این تقسیم که قسمت قدیمی تر شهر است  بر دبی  نامیده می‌شود، اما قسمت شرقی آن  بر دیره  نامیده می‌شود.